# Айлигенстен
Айлигенстен (фр. Heiligenstein) — коммуна на северо-востоке Франции в регионе Гранд-Эст (бывший Эльзас — Шампань — Арденны — Лотарингия), департамент Нижний Рейн, округ Селеста-Эрстен, кантон Оберне. До марта 2015 года коммуна административно входила в состав упразднённого кантона Барр (округ Селеста-Эрстен).

## Географическое положение
Коммуна расположена на расстоянии около 380 км на восток от Парижа и в 29 км юго-западнее Страсбура.
Площадь коммуны — 3,99 км², население — 974 человека (2006) с тенденцией к стабилизации: 959 человек (2013), плотность населения — 240,4 чел/км².

## Население
Население коммуны в 2011 году составляло 952 человека, в 2012 году — 962 человека, а в 2013-м — 959 человек.
| 1962 | 1968 | 1975 | 1982 | 1990 | 1999 | 2006 | 2008 | 2011 | 2012 | 2013 |
| ---- | ---- | ---- | ---- | ---- | ---- | ---- | ---- | ---- | ---- | ---- |
| 580  | 608  | 694  | 728  | 730  | 861  | 974  | 994  | 952  | 962  | 959  |

Динамика населения:

## Экономика
В 2010 году из 647 человек трудоспособного возраста (от 15 до 64 лет) 509 были экономически активными, 138 — неактивными (показатель активности 78,7 %, в 1999 году — 75,3 %). Из 509 активных трудоспособных жителей работали 475 человек (247 мужчин и 228 женщин), 34 числились безработными (22 мужчины и 12 женщин). Среди 138 трудоспособных неактивных граждан 39 были учениками либо студентами, 64 — пенсионерами, а ещё 35 — были неактивны в силу других причин.

## Достопримечательности (фотогалерея)

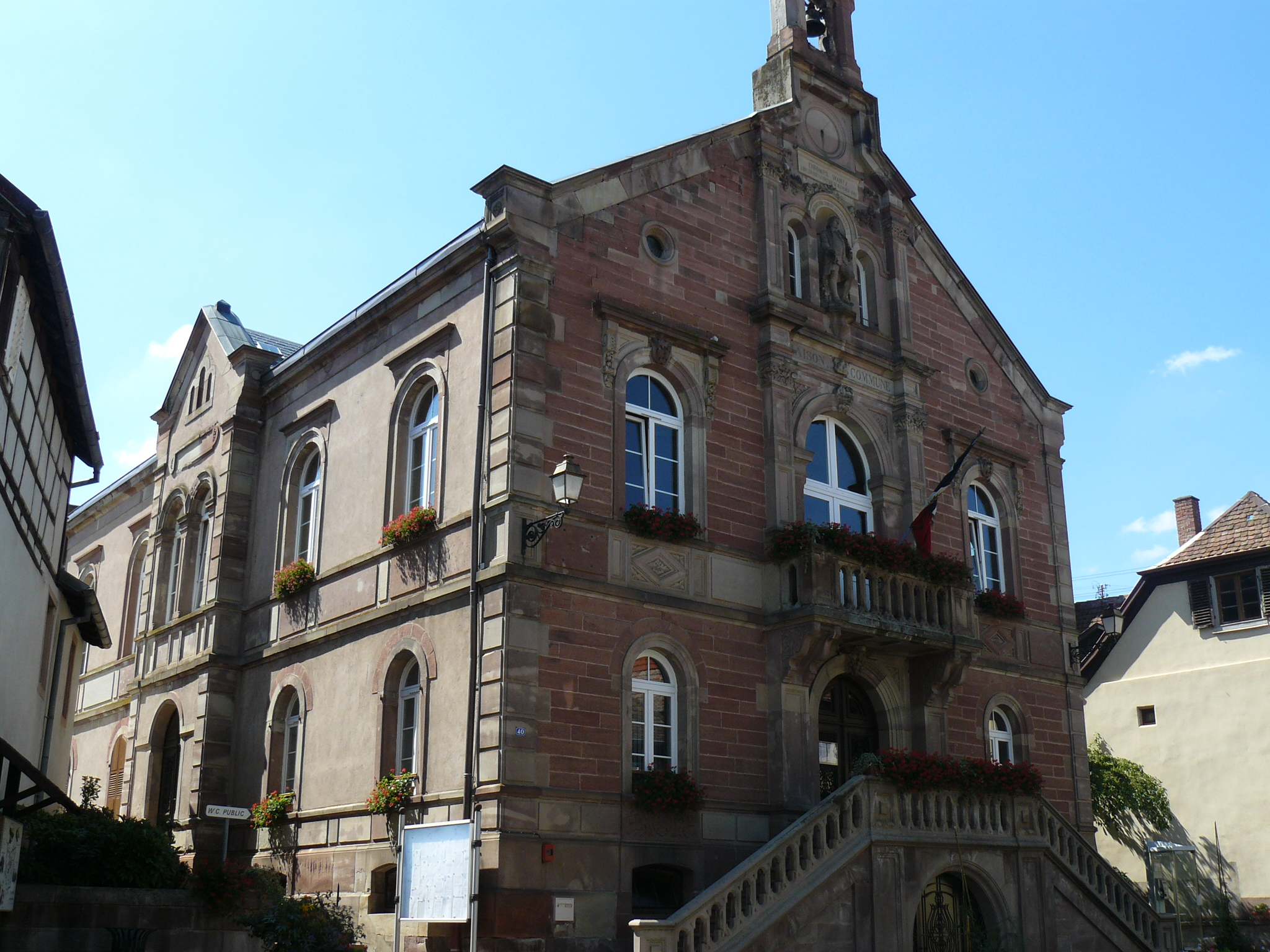
Здание мэрии
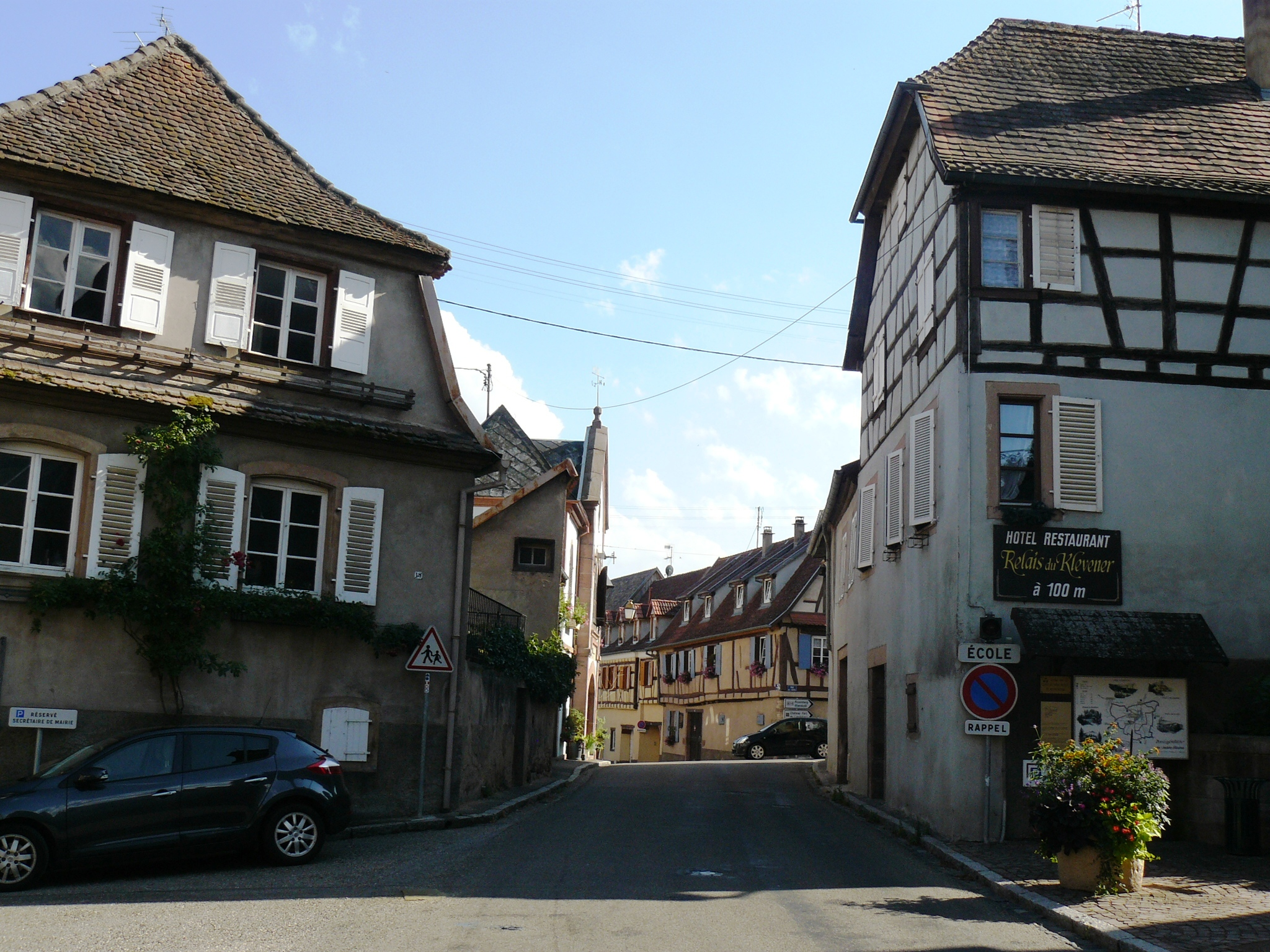
На главной улице коммуны
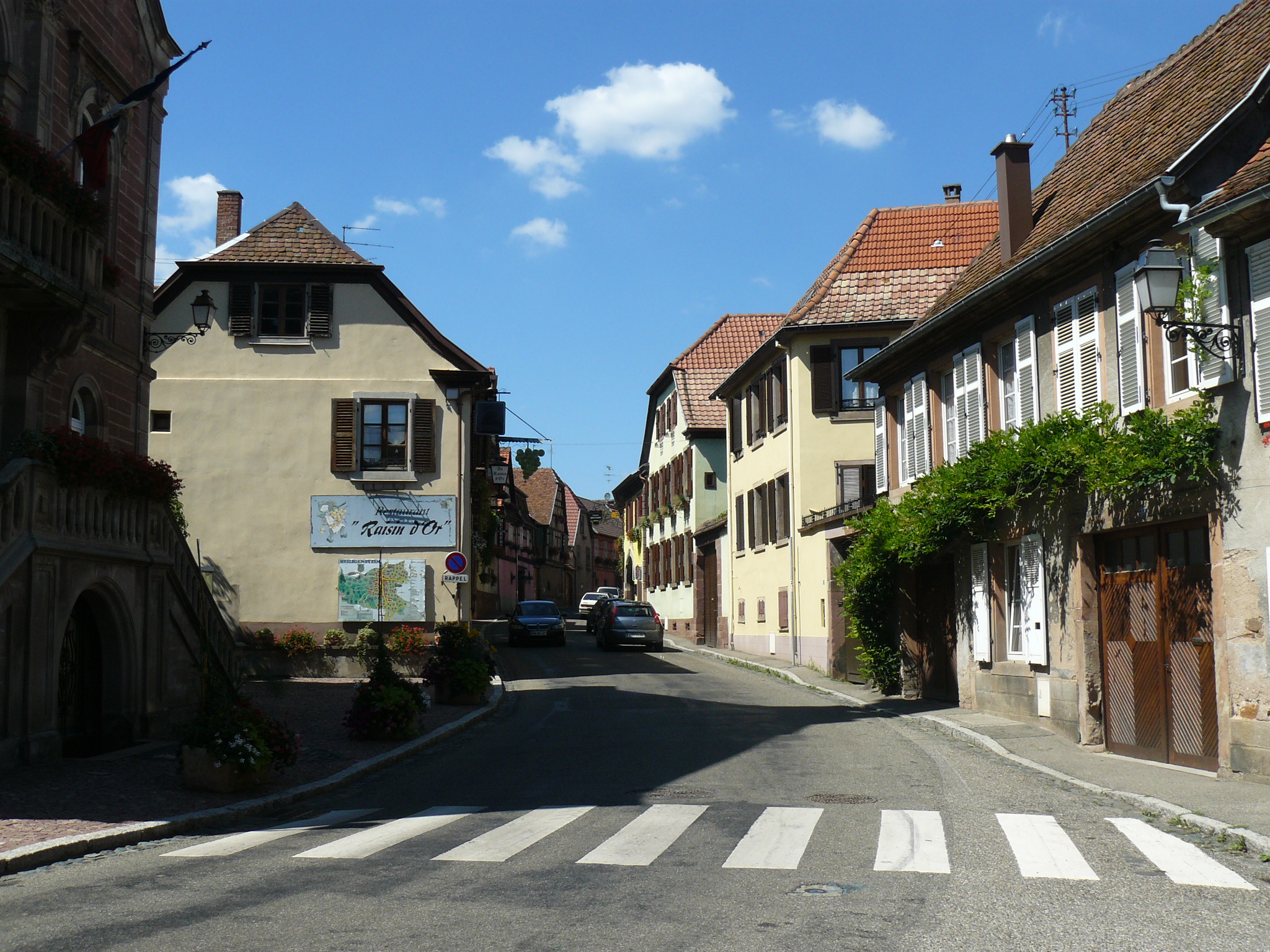
На главной улице возле здания мэрии
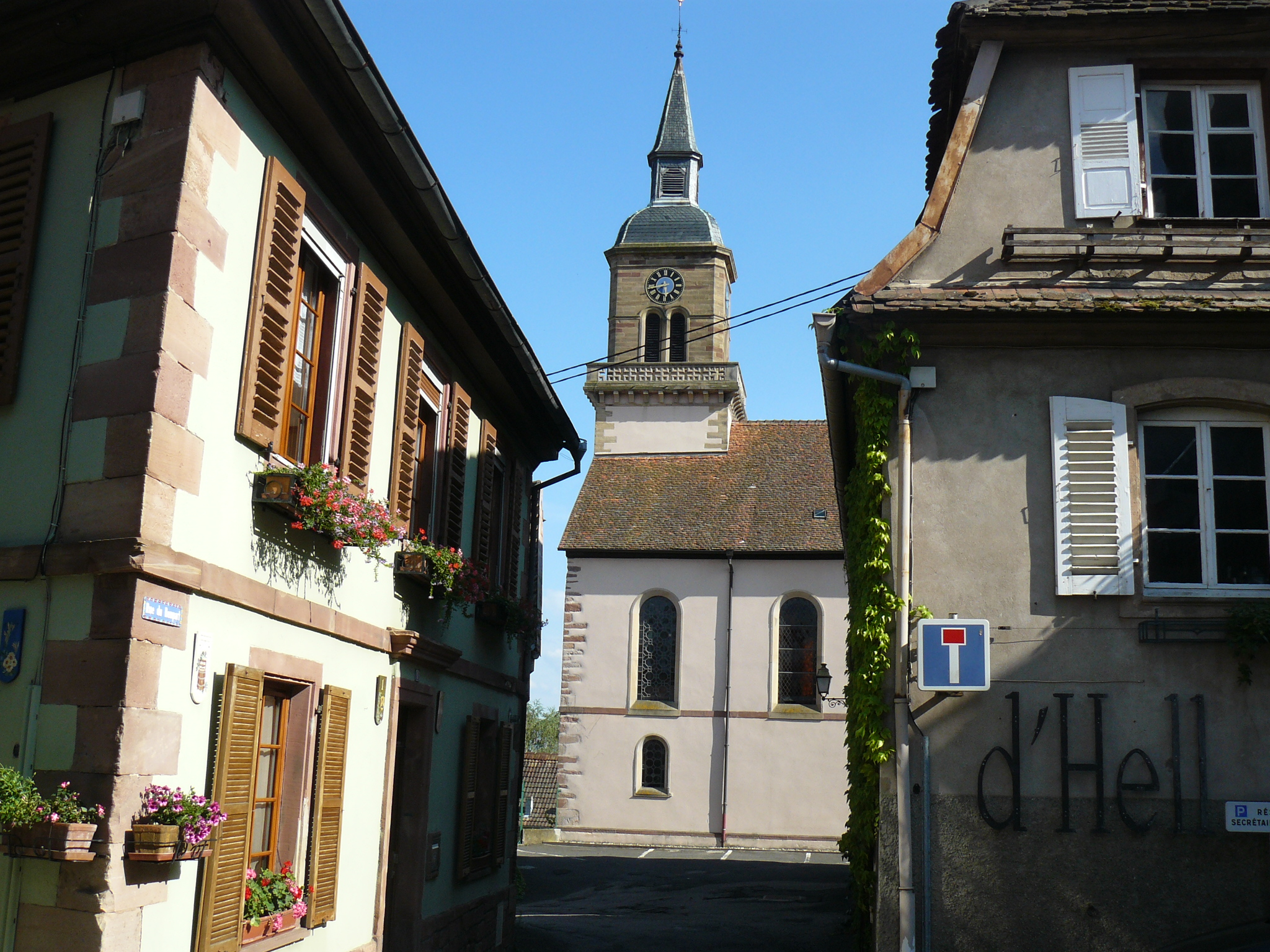
Протестантская церковь